# Жёлтинский
Жёлтинский — посёлок в Агаповском районе Челябинской области. Административный центр Жёлтинского сельского поселения.

## География
Находится на юго-западе Челябинской области, на южном берегу Верхнеуральского водохранилища на реке Урал, в 27 км к северо-востоку от районного центра села Агаповка, в 27 км от города Магнитогорска, на высоте 384 метров над уровнем моря.

## История
Посёлок был основан в 1908 году (по другим данным в 1903—1904 годах) казаками-переселенцами из посёлка Жёлтого Воздвиженского станичного юрта Оренбургского казачьего войска (Орский уезд Оренбургской губернии). Первоначально посёлок носил название Барабашевский.
В 1926 году относился к Бобарыкинскому сельсовету Верхнеуральского района как хутор Ново-Желтинский. В хуторе имелось 66 домовладений и проживало 287 человек (133 мужчины и 154 женщины). В 1930-е годы в Жёлтинском появились переселенцы с Украины.
В 1934 году на территории посёлка начало функционировать подсобное хозяйство отдела рабочего снабжения Магнитогорского металлургического завода, которое в 1956 году было передано в ведение треста «Магнитострой» как Жёлтинский овощной совхоз, в результате чего возникло просторечное наименование посёлка: ЖОС.
В начале 1960-х в окрестностях Жёлтинского было открыто месторождение железной руды. В 1963 году для освоения залежей к юго-востоку от посёлка был построен карьер Малый Куйбас (участок рудника «Магнитный», находящегося в ведении Магнитогорского металлургического комбината).

## Население
| 1970 | 1995  | 2002  | 2010  |
| ---- | ----- | ----- | ----- |
| 1159 | ↗1225 | ↘1210 | ↗1252 |

## Инфраструктура
Действуют детский сад, средняя школа, библиотека, сельский клуб, фельдшерско-акушерский пункт и отделение «Почты России».

## Улицы
Уличная сеть посёлка состоит из 11 улиц.

## Транспорт
Сообщение посёлка с соседними населёнными пунктами осуществляется посредством шоссейных автодорог.